# Fabriciana extincta
Fabriciana extincta är en fjärilsart som beskrevs av Felix Bryk 1922. Fabriciana extincta ingår i släktet Fabriciana och familjen praktfjärilar. Inga underarter finns listade i Catalogue of Life.